# Lisa Dobriskey
Lisa Jane Soos-Dobriskey, angleška atletinja, * 23. december 1983, Ashford, Kent, Anglija, Združeno kraljestvo.
Nastopila je na olimpijskih igrah v letih 2008 in 2012, dosegla je četrto in osmo mesto v teku na 1500 m. Na svetovnih prvenstvih je v isti disciplini osvojila srebrno medaljo leta 2009, na igrah Skupnosti narodov pa zlato medaljo leta 2006.